# Svátek Opet

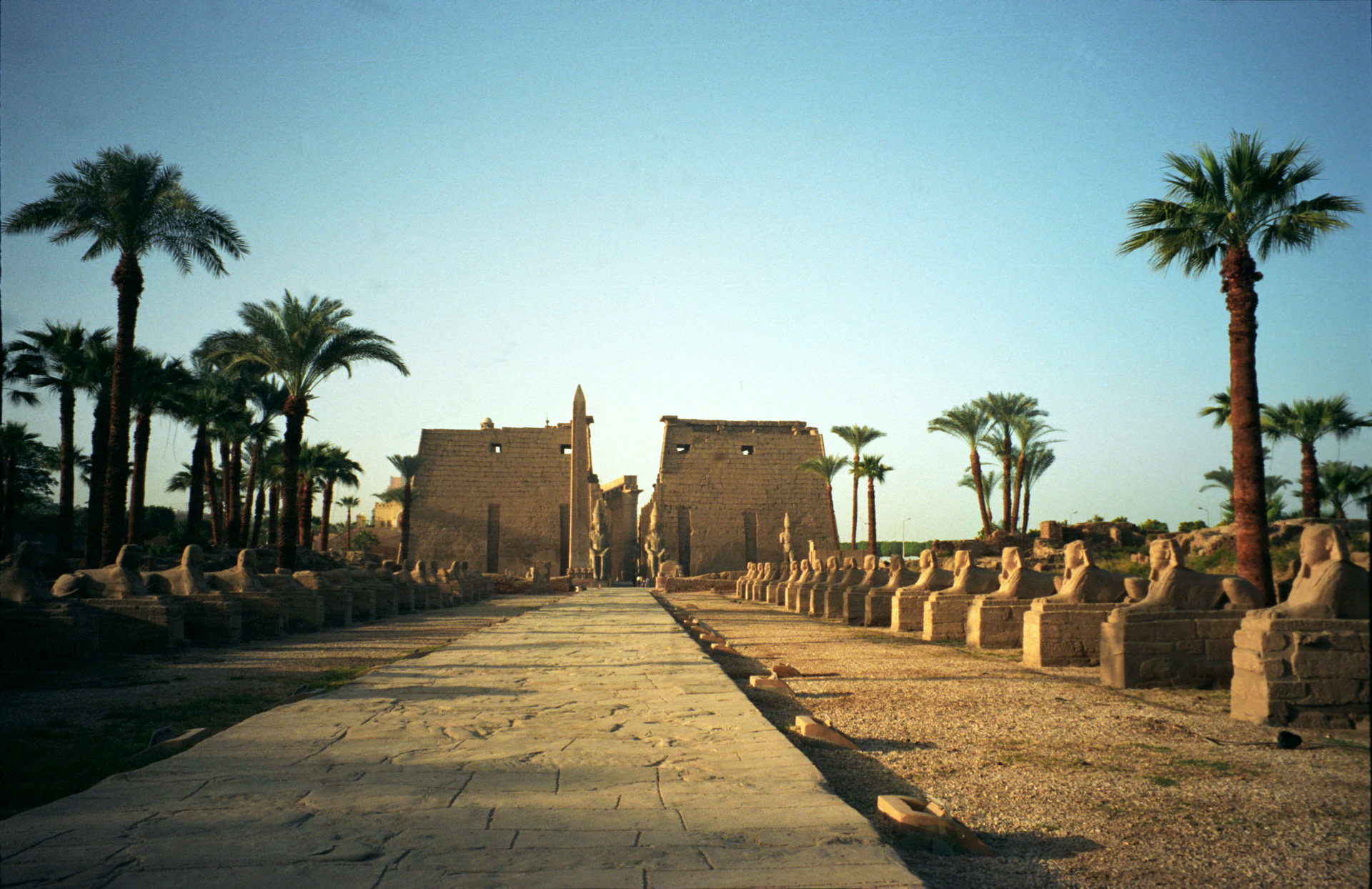
Cesta obklopená sfingami

Svátek Opet byl staroegyptský svátek, který se každoročně od Nové říše slavil v Thébách. Sochy božstev Thébské trojice - Amona, Mut a jejich syna Chonsua byly doprovázeny radostným průvodem skryty před očima v posvátné bárce z chrámu Amona v Karnaku, do chrámu v Luxoru, na cestě dlouhé zhruba 2 km. Vrcholem rituálu bylo setkání Amon-Rea z Karnaku s Amonem z Luxoru.
Při dřívějších oslavách festivalu Opet postupovaly sochy boha po cestě obklopené sfingami, která spojovala tyto dva chrámy, a zastavovaly se u speciálně postavených kaplí při cestě. Tyto svatyně byly naplněny oběťmi poskytovanými bohům a kněžím. Na konci obřadů v chrámu v Luxoru se bárky vydaly lodí zpět do Karnaku.Při pozdějších oslavách byly sochy přemístěny tam i zpět z Karnaku do Luxoru v lodi. Festival byl slaven ve druhém měsíci Achetu (tj. období záplav)